# 司丕提河
司丕提河（Spiti River），是印度河主要支流薩特萊傑河的支流，發源於印度喜馬偕爾邦拉胡爾和斯皮提縣中部的昆祝山脈（Kunzum Range）。源流區匯集源自臨近冰川的三大主要支流後，先向東流，後轉向東南流。幹流於當卡附近納右側支流賓河（Pin River）後不久轉向東流，於蘇姆多（Sumdo）納左側支流帕里曲（Pare chu）並轉向南流。後於金瑙爾縣的喀布注入薩特萊傑河。
司丕提河與其支流帕里曲交會處一帶為中印邊界爭議區，現由印度控制，行政區分屬於喜馬偕爾邦拉胡爾和斯皮提縣、金瑙爾縣兩縣；中國則宣稱該地區由西藏自治區阿里地區札達縣楚魯松傑鄉管轄。